# Нильсен, Эрьян
Эрьян Нильсен (норв. Ørjan Nilsen, род. 14 июня 1982 в Киркенесе, Норвегия) — диджей и продюсер, играющий в стиле транс и электро хаус.

## Биография
Эрьян Нильсен родился 14 июня 1982 года в небольшом норвежском городе Киркенесе. С раннего детства Эрьяна тянуло к музыкальным инструментам. Его главной детской забавой было стучать по барабанам, но позже это превратилось в серьёзное увлечение:
«О да, в возрасте один год я уже вовсю эксплуатировал ударные! По поводу тех людей, которые были моими кумирами в ранних годах — это, конечно же, Тиесто, чуток позже Армин. Да и вообще, мне тяжело называть какие-то имена, я болел танцевальной музыкой еще с детства, каждый день, открывая для себя все новых и новых героев. Мне не посчастливилось посетить в те года какое-то мероприятие, где играл известный и любимый мною артист. Мне приходилось всего лишь смотреть записи их выступлений на YouTube и надеяться на то, что я когда-то смогу познакомиться с ними лично.» — рассказывал Эрьян.
В 7 лет у Эрьяна появился первый клавишный инструмент, на котором он очень любил играть уже известные композиции, или же создавать что то своё. Позже он решил стать музыкантом и в возрасте 12 лет навсегда определился со стилем. В 16 лет он начал изучать азы профессионального написания музыки. Он приобрёл свой первый настоящий синтезатор, секвенсор и свою первую драм-машину для полноценного творчества, и начал изучать создание басс-линий и т. д. Через год Эрьян начал тренироваться в искусстве диджеинга:
«Мне было лет 17. Я тогда вышел перед публикой в местном клубе. Конечно же, я нервничал, переживал, что посетители просто меня не воспримут всерьез, но потом собрался — и у меня все получилось! Я видел, как люди постепенно входили в мой ритм, и это действительно окрыляло! В результате, это приключение закончилось бурными аплодисментами всех присутствующих в зале людей! Всегда приятно вспоминать этот день!».
В 2004 году Эрьян сделал несколько неофициальных ремиксов на которые обратили внимание в транс-сообществе и начали играть в клубах и радиостанциях по всему миру, однако ни на какой лейбл их так и не подписали. Но уже в 2005 году его работа «Red Woods», которую он сделал под псевдонимом DJ Governor прозвучала в популярном радиошоу A State of Trance, которое ведёт один из самых именитых диджеев Армин ван Бюрен. Именно он поддержал первый официальный винил Эрьяна «Arctic Globe / Prison Break», выпущенный в 2006 году. В 2008 году Эрьян наконец подписал контракт с известным музыкальным лейблом Armada Music, который и повлиял на его дальнейшую карьеру. Первый релиз, который он выпустил на этом лейбле, был «Scrubs / La Guitarra», который уже считается классикой транса. Трек «La Guitarra» Эрьян посвятил своему покойному брату.
В 2009 году Эрьян становится автором 9 серии компиляции «Trance World», вышедшей на том же лейбле Armada Music.
В 2011 году Эрьян выпускает свой дебютный альбом «In My Opinion», над которым он работал больше года. О альбоме он говорил: «Я очень надеюсь, что на диске каждый сможет найти для себя что-то стоящее и интересное: от мечтательных, полных мелодики „Redemption“ и „Anywhere But Here“ до настоящих боевиков — „Go Fast!“ и „The Mule“. Во все эти треки я вложил частичку своей души. И после этого каждый положительный комментарий действительно радует меня и абсолютно точно дает понять — мои старания не прошли зря!». В конце концов Эрьян подтвердил статус звезды электронной музыки. Он стал любимчиком Армина ван Бюрена, который до дыр затирал его трек «Between the Rays», Эрьяна начали приглашать на крупные электронные фестивали, а также он попал на 49 место в DJ Mag Top 100.
В 2012 году Эрьян получил премию IDMA в номинации «Прорыв года».

## Дискография

### Альбомы
- In My Opinion (2011)
- No Saint Out Of Me (2013)
- Prism (2018)

### Синглы

#### 2006
- Ørjan Nilsen — «Arctic Globe / Prison Break» (Intuition Recordings)
- DJ Governor — Red Woods (Captivating Sounds)
- DJ SL — High Pressure (Black Hole Recordings)

#### 2007
- Ørjan vs. Octagen — «Lost Once» (Galactive)
- Ørjan Nilsen — «Orlando» (Expedition Music)
- Ørjan Nilsen pres. O&R — «Beat Design / Rain» (Enhanced Recordings)
- Ørjan Nilsen — «In Fusion / Spawns» (Expedition Music)
- Orion — «Gobstice / Adamantica» (Dedicated)

#### 2008
- Ørjan Nilsen — «Black Mamba / Down & Dirty» (Octavius)
- Ørjan Nilsen — «Scrubs / La Guitarra» (Armind)

#### 2010
- Ørjan Nilsen — «Sanctuary / The Odd Number» (Armind)
- John O’Callaghan and Timmy & Tommy — «Talk to Me» (Subculture) — (Remix by Ørjan Nilsen)
- Ørjan Nilsen — «Lovers Lane» (Armind)
- Ørjan Nilsen — «So Long Radio» (Soundpiercing)
- Ørjan Nilsen — Shoutbox! (Captivating Sounds)

#### 2011
- DJ Governor — Shades Of Grey / Pale Memories (Armind)
- Ørjan Nilsen — Go Fast! (Armind)
- Ørjan Nilsen — Mjuzik (Armind)
- Ørjan Nilsen — Anywhere But Here (feat. Neev Kennedy) (Armind)
- Ørjan Nilsen — Between The Rays / The Mule (Armind)
- Arnej & Ørjan Nilsen — The Music Makers (Arnej Music)
- Ørjan Nilsen — Viking / Atchoo! (Armind)

#### 2012
- Ørjan Nilsen — Lucky Strike / Legions (Armind)
- Ørjan Nilsen — Amsterdam (Armind)
- Ørjan Nilsen & Armin van Buuren — Belter (Armind)
- Ørjan Nilsen — Endymion (Armind)

#### 2013
- Orjan Nilsen — Burana / Filthy Fandango (Armind)
- Ørjan Nilsen — No Saint Out Of Me (Armind)
- Ørjan Nilsen — Violetta (Armind)
- Orjan Nilsen — XIING (Armind)
- Orjan Nilsen — Copperfield (Armind)

#### 2017
- Orjan Nilsen feat. IDA - Drowning (In My Opinion)